# Helmuts Balderis
Helmuts Balderis-Sildedzis (ur. 31 lipca 1952 w Rydze) – radziecki i łotewski hokeista, reprezentant ZSRR, olimpijczyk. Trener hokejowy.

## Kariera zawodnicza
- Dinamo Ryga (1967–1977)
- CSKA Moskwa (1977–1980)
- Dinamo Ryga (1980–1985)
- Minnesota North Stars (1989–1990)
- RASMS Riga (1991–1992)
- Vecmeistars Riga (1992)
- Latvijas Zelts Riga (1992–1994)
- Essamika Ogre (1994–1996)

Uczestniczył w turniejach Canada Cup 1976, mistrzostw świata 1976, 1977, 1978, 1979, 1983 oraz zimowych igrzysk olimpijskich 1980. Brał udział w meczu nazwanym Cud na lodzie.

## Kariera trenerska i inne
- Ōji Eagles (1985–1989), trener
- Reprezentacja Łotwy (1992–1994), trener
- Reprezentacja Łotwy (1999–2000), menedżer generalny

W sezonie KHL (2011/2012) przewodził drużynie Łotyszy w meczu legend hokeja rozgrywanego podczas Meczu Gwiazd KHL (drużynę Rosjan prowadził Wiaczesław Fietisow). Został członkiem Łotewskiej Federacji Hokeja (Latvijas Hokeja Federācija; LHF).

## Sukcesy
Reprezentacyjne
- Srebrny medal mistrzostw świata: 1976
- Brązowy medal mistrzostw świata: 1977
- Złoty medal mistrzostw świata: 1978, 1979, 1983
- Srebrny medal zimowych igrzysk olimpijskich: 1980

Klubowe
- Złoty medal Wysszaja Liga: 1973 z Dinamem Ryga
- Puchar Tatrzański: 1983 z Dinamem Ryga
- Złoty medal mistrzostw ZSRR: 1978, 1979, 1980 z CSKA Moskwa
- Puchar Europy: 1978, 1979, 1980 z CSKA Moskwa

Indywidualne
- Mistrzostwa Europy do lat 18 w 1971:
  - Pierwsze miejsce w klasyfikacji kanadyjskiej turnieju: 11 punktów
- Liga radziecka 1975/1976:
  - Pierwsze miejsce w klasyfikacji kanadyjskiej
- Liga radziecka 1976/1977:
  - Pierwsze miejsce w klasyfikacji strzelców
  - Pierwsze miejsce w klasyfikacji kanadyjskiej
  - Najbardziej wartościowy zawodnik mistrzostw ZSRR w hokeju na lodzie
  - Pierwszy skład gwiazd
- Mistrzostwa Świata w Hokeju na Lodzie 1977:
  - Skład gwiazd turnieju
  - Najlepszy napastnik turnieju
- Liga radziecka 1982/1983:
  - Pierwsze miejsce w klasyfikacji kanadyjskiej
- Liga radziecka 1984/1985:
  - Pierwsze miejsce w klasyfikacji kanadyjskiej
- Liga radziecka 1992/1993:
  - Pierwsze miejsce w klasyfikacji strzelców: 76 goli
  - Pierwsze miejsce w klasyfikacji asystentów: 66 asyst
  - Pierwsze miejsce w klasyfikacji kanadyjskiej: 142 punkty

Szkoleniowe
- Złoty medal mistrzostw Japonii: 1987, 1988 z Ōji Eagles
- Awans do Grupy B mistrzostw świata: 1993

Wyróżnienia
- Zasłużony Mistrz Sportu ZSRR w hokeju na lodzie: 1978
- Galeria Sławy IIHF: 1998
- Wyróżnienie z okazji 80-lecia łotewskiego hokeja: 2011[1].